# Берестинська міська рада
Берестинська міська́ ра́да — адміністративно-територіальна одиниця та орган місцевого самоврядування у Берестинському районі Харківської області. Адміністративний центр — місто Берестин.

## Загальні відомості
- Територія ради: 39,78 км²
- Населення ради: 23 271 особа (станом на 2001 рік)
- Територією ради протікає річка Берестова.

## Населені пункти
Міській раді підпорядковані населені пункти:
- м. Берестин
- с-ще Дослідне
- с-ще Куми
- с-ще Степове

## Склад ради
Рада складається з 36 депутатів та голови.
- Голова ради: Максим Володимир Іванович

### Керівний склад попередніх скликань
| Прізвище, ім'я, по батькові | Основні відомості                                                       | Дата обрання | Дата звільнення |
| --------------------------- | ----------------------------------------------------------------------- | ------------ | --------------- |
| Поляков Роман Вадимович     | Міський голова, 1966 року народження, безпартійний                      | 26.03.2006   | 31.10.2010      |
| Максим Володимир Іванович   | Міський голова, 1967 року народження, освіта вища, член Партії регіонів | 31.10.2010   |                 |

Примітка: таблиця складена за даними сайту Верховної Ради України

### Депутати
За результатами місцевих виборів 2010 року депутатами ради стали:

#### За суб'єктами висування
| Суб'єкт висування                                       | Кількість обраних депутатів | %    |
| ------------------------------------------------------- | --------------------------- | ---- |
| Партія регіонів                                         | 29                          | 80,6 |
| Комуністична партія України                             | 3                           | 8,3  |
| Політична партія Всеукраїнське об'єднання «Батьківщина» | 2                           | 5,6  |
| Політична партія «Сильна Україна»                       | 1                           | 2,8  |
| Соціалістична партія України                            | 1                           | 2,8  |

#### За округами
| № округу                                                | Прізвище, ім'я, по батькові      | Дата визнання обраним | Освіта             | Партійна приналежність                        | Відомості про обраного депутата                                                        |
| ------------------------------------------------------- | -------------------------------- | --------------------- | ------------------ | --------------------------------------------- | -------------------------------------------------------------------------------------- |
| Комуністична партія України                             |                                  |                       |                    |                                               |                                                                                        |
| б/м                                                     | Волочай Микола Володимирович     | 04.11.2010            | вища               | член Комуністичної партії України             | тимчасово не працює                                                                    |
| б/м                                                     | Суходолець Володимир Сергійович  | 04.11.2010            | вища               | член Комуністичної партії України             | Контактної мережі станції Берестовенька, начальник                                     |
| б/м                                                     | Буйленко Костянтин Олександрович | 04.11.2010            | вища               | член Комуністичної партії України             | УПСЗН, провідний спеціаліст                                                            |
| Партія регіонів                                         |                                  |                       |                    |                                               |                                                                                        |
| б/м                                                     | Щепіна Валентина Володимирівна   | 04.11.2010            | вища               | член Партії регіонів                          | Красноградська районна рада, керуючий справами апарату                                 |
| б/м                                                     | Євтушенко Наталія Миколаївна     | 04.11.2010            | вища               | член Партії регіонів                          | Багатопрофільний ліцей комунальної власності, вчитель                                  |
| б/м                                                     | Краснік Надія Федорівна          | 04.11.2010            | вища               | член Партії регіонів                          | Комунальне підприємство технічної інвентаризації, начальник                            |
| б/м                                                     | Шевченко Андрій Володимирович    | 04.11.2010            | вища               | член Партії регіонів                          | приватний підприємець                                                                  |
| б/м                                                     | Боярко Ніна Олександрівна        | 04.11.2010            | вища               | член Партії регіонів                          | пенсіонер                                                                              |
| б/м                                                     | Горбовин Віра Миколаївна         | 04.11.2010            | вища               | член Партії регіонів                          | Красноградська ЦРЛ, начмед                                                             |
| б/м                                                     | Семенихін Володимир Іванович     | 04.11.2010            | середня            | член Партії регіонів                          | пенсіонер                                                                              |
| б/м                                                     | Швець Наталія Валентинівна       | 04.11.2010            | вища               | член Партії регіонів                          | Красноградський краєзнавчий музей, директор                                            |
| б/м                                                     | Іскра Валерія Сергіївна          | 04.11.2010            | вища               | член Партії регіонів                          | Красноградська бібліотека, редактор                                                    |
| б/м                                                     | Гранкін Олексій Федорович        | 04.11.2010            | середня спеціальна | член Партії регіонів                          | ТОВ «Трансагентство», директор                                                         |
| б/м                                                     | Ірклієнко Сергій Борисович       | 04.11.2010            | вища               | член Партії регіонів                          | Центр електрозв'язку № 5 Харківської філії ВАТ «Укртелеком», начальник дільниці        |
| 1                                                       | Крятов Олексій Петрович          | 04.11.2010            | вища               | член Партії регіонів                          | Красноградський комбінат комунальних підприємств., директор                            |
| 2                                                       | Мусатова Ніна Вікторівна         | 04.11.2010            | середня спеціальна | член Партії регіонів                          | Красноградська міська рада, секретар                                                   |
| 3                                                       | Мошкова Надія Олексіївна         | 04.11.2010            | вища               | член Партії регіонів                          | Нотаріальна контора, завідувачка                                                       |
| 4                                                       | Єременко Наталія Миколаївна      | 04.11.2010            | вища               | член Партії регіонів                          | ТОВ" Бізнес Партнер Баланс- Клуб", координатор                                         |
| 5                                                       | Гонтар Ігор Анатолійович         | 04.11.2010            | вища               | член Партії регіонів                          | Красноградська ЦРЛ, лікар                                                              |
| 6                                                       | Золотухін Віктор Петрович        | 04.11.2010            | вища               | член Партії регіонів                          | Красноградське підприємство теплових мереж, заступник начальника                       |
| 7                                                       | Баранов Віктор Сергійович        | 04.11.2010            | вища               | член Партії регіонів                          | Красноградське міжрайонне реєстраційно- екзаменаційне відділення, спеціаліст           |
| 8                                                       | Кашуба Григорій Миколайович      | 04.11.2010            | вища               | член Партії регіонів                          | НВК№ 3, директор                                                                       |
| 9                                                       | Свистун Степан Ярославович       | 04.11.2010            | середня спеціальна | член Партії регіонів                          | Об'єднана профспілкова організація ФБУ"Укрбургаз", голова                              |
| 10                                                      | Позняк Анатолій Федорович        | 04.11.2010            | вища               | член Партії регіонів                          | Красноградська ЦРЛ, лікар                                                              |
| 11                                                      | Пікалова Ірина Іванівна          | 04.11.2010            | вища               | член Партії регіонів                          | приватний підприємець                                                                  |
| 12                                                      | Осмоловська Алла Павлівна        | 04.11.2010            | вища               | член Партії регіонів                          | Красноградська ЦРЛ, лікар                                                              |
| 13                                                      | Семчишин Тарас Орестович         | 04.11.2010            | вища               | член Партії регіонів                          | Відділення виробничо- соціального забезпечення і торгівлі ФБУ"Укрбургаз", начальник    |
| 14                                                      | Єніна Катерина Яківна            | 04.11.2010            | вища               | член Партії регіонів                          | Красноградська районна державна адміністрація, керівник апарату                        |
| 15                                                      | Грузінов Сергій Костянтинович    | 04.11.2010            | вища               | член Партії регіонів                          | Красноградська Дослідна станція, старший науковий співробітник                         |
| 16                                                      | Дружченко Вікторія Миколаївна    | 04.11.2010            | вища               | член Партії регіонів                          | Організаційний відділ виконавчого апарату районної влади, начальник                    |
| 17                                                      | Гладкова Юлія Олександрівна      | 04.11.2010            | вища               | член Партії регіонів                          | Управління з питань комунальної власності виконавчого апарату районної ради, начальник |
| 18                                                      | Коваленко Андрій Олександрович   | 04.11.2010            | вища               | член Партії регіонів                          | Попівська амбулаторія сімейної медицини, сімейний лікар                                |
| Політична партія Всеукраїнське об'єднання «Батьківщина» |                                  |                       |                    |                                               |                                                                                        |
| б/м                                                     | Анголенко Ігор Петрович          | 04.11.2010            | вища               | член Всеукраїнського об'єднання «Батьківщина» | приватний підприємець                                                                  |
| б/м                                                     | Мірча Тетяна Петрівна            | 04.11.2010            | вища               | член Всеукраїнського об'єднання «Батьківщина» | Наталинський навчально-виховний комплекс, вчитель                                      |
| Політична партія «Сильна Україна»                       |                                  |                       |                    |                                               |                                                                                        |
| б/м                                                     | Підчасов Олександр Юрійович      | 04.11.2010            | вища               | член Політичної партії «Сильна Україна»       | Підриємство Харківської Облспоживспілки «Красноградський ринок», директор              |
| Соціалістична партія України                            |                                  |                       |                    |                                               |                                                                                        |
| б/м                                                     | Каптан Олександр Сергійович      | 04.11.2010            | вища               | член Соціалістичної партії України            | КВУГО «Захист дітей війни», голова                                                     |